# قاس بینه
قاس بینه (به لاتین: Qasbinə) یک منطقه مسکونی در جمهوری آذربایجان است که در شهرستان بالاکن واقع شده است. قاس بینه ۲۱۱۰ نفر جمعیت دارد.